# Клан Фуллартон
Клан Фуллартон (шотл. - Clan Fullarton) - один з кланів рівнинної частини Шотландії - Лоулендсу. На сьогодні клан не має визнаного герольдами Шотландії та лордом Лева вождя, тому називається в Шотландії «кланом зброєносців».
Гасло клану: Lux in tenebris - Світло в темряві (лат.)
Символ клану: голова видри
Землі клану: Айршир

## Історія клану Фуллартон
Назва клану має територіальне походження. Назва клану походить від назви землі Фуллартон, що перетворилась в окреме баронство і розташована в приході Дундональд в Айрщирі. 
Перша згадка про вождів клану Фуллартон датується другою половиною ХІІІ століття: у цей час Аланус де Фавлертаун (шотл. - Alanus de Fowlertoun) (помер у 1280 році) дарував землі для монастиря кармелітів. Його син - Адам де Фавлертон отримав грамоту на володіння землями Фавллартаун та Гайліс від Джеймса - Верховного Стюарта Шотландії в 1283 році. 
Одна гілка клану оселилися в Аррані, ватажок цієї гілки клану отримав грамоту на володіння землями від короля Шотландії Роберта І Брюса в 1307 році. 
У 1327 році  король Шотландії Роберт І Брюс дарував вождю клану Фуллартон - Гальфріду де Фуллертону грамоту на володіння землями Фуллартон в шерифстві Шорфар. 
Цією землею і маєтком клан володів понад 120 років, після цього клан пішов у вигнання і оселився у землях приходу Мейгл. Ці землі з того часу почали називатися землями Фуллартон. 